# Norwich (Ohio)
Norwich è un villaggio degli Stati Uniti d'America, situato nello stato dell'Ohio, nella contea di Muskingum.